# Boscia
Genre
Boscia est un genre de plantes de la famille des Capparaceae.

## Liste des espèces
Selon Catalogue of Life (3 août 2017) :
- Boscia albitrunca (Burch.) Gilg & Gilg-Ben.
- Boscia angustifolia A. Rich.
- Boscia arabica Pestalozzi
- Boscia cauliflora Wild
- Boscia coriacea Pax
- Boscia fadeniorum S. Fici
- Boscia foetida Schinz
- Boscia gossweileri Exell
- Boscia hypoglauca Gilg
- Boscia keniensis H.J. Beentje
- Boscia longifolia Hadj Moust.
- Boscia madagascariensis (DC.) Hadj Moust.
- Boscia matabelensis Pest.
- Boscia mazzocchii (Chiov.) Fici & Kers
- Boscia microphylla Oliv.
- Boscia minimifolia Chiov.
- Boscia mossambicensis Klotzsch
- Boscia oleoides (Burch. ex DC.) Tölken
- Boscia pestalozziana Gilg.
- Boscia plantefolii Hadj Moust.
- Boscia polyantha Gilg
- Boscia praecox Hauman
- Boscia pruinosa Chiov.
- Boscia rotundifolia Pax
- Boscia salicifolia Oliv.
- Boscia senegalensis Lam.
- Boscia tomentosa Tolken
- Boscia urens Welw.
- Boscia welwitschii Gilg